# Parti libéral nationaliste
Le Parti libéral nationaliste (PLN ; en espagnol : Partido Liberal Nacionalista) est un parti politique nicaraguayen ayant existé de 1912 à 1979. Au service de la famille Somoza, le parti est continuellement au pouvoir de 1936 à 1979, année de la victoire du Front sandiniste de libération nationale lors de la Révolution nicaraguayenne.

## Histoire
Dans les années 1920, le parti gagne en popularité en se positionnant contre l'interventionnisme économique des États-Unis au Nicaragua. En 1924, l'alliance Solórzano (conservateur) et Sacasa (PLN) gagne les élections présidentielles.
En 1945, le système politique passe au bipartisme lorsque le parti conservateur-nationaliste (Conservador Nacionalista ou Tradicionalista) est reconnu comme le seul parti politique autorisé du pays avec le Parti libéral nationaliste.
En 1995, le PLN forme l'Alliance libérale (Alianza Liberal) avec trois autres partis nicaraguayens. Selon Canal 12, le PLN avait 4 députés à l'Assemblée nationale en 1996, mais l'année suivante, le PLN quitte l'Alliance libérale. Selon El Semanario, il existerait 2 partis portant le sigle PLN, ce qui peut prêter à confusion.
En 2006, le PLN s'allie au Front sandiniste de libération nationale (Frente Sandinista de Liberación Nacional), son parti  historiquement antagoniste, pour faire figure d'alliance historique dans la course présidentielle.